# Улица Мусоргского (Тверь)
У́лица Му́соргского (до 1939 года — Волжский переулок) — улица в ближнем Заволжье Твери, от площади Мира и до улицы Красина.

## География
Улица Мусоргского является продолжением Староволжского моста, начинается от площади Мира и продолжается в северо-западном направлении. Пересекает улицу Горького, бульвар Шмидта, улицу Мичурина и упирается в улицу Красина.

## История
В 1939 году Волжский переулок переименован в улицу в честь композитора М. П. Мусоргского в связи со 100-летием со дня его рождения и одновременно продлена до новой ул. Красина. В 1939 году построено здание школы — дом № 5 школа № 28. В четырёхэтажном жилом доме № 6 (с почтовым отд. № 5) много лет жил выдающийся математик, академик АН СССР, Евгений Васильевич Золотов. В доме № 12 располагается ЦНИИ ШП (штапельных волокон), здание РК КПСС (д. № 14) в 1991 году передано музыкальной школе № 2. В 2002 г. снесён 2-этажный деревянный жилой д. № 17, вместо него в 2004 г. построен пятиэтажный с магазинами.
По улице раньше проходили маршруты автобусов № 4, затем автобусы № 9 и № 103,104.